# Чейз (Пенсільванія)
Чейз (англ. Chase) — переписна місцевість (CDP) в США, в окрузі Лузерн штату Пенсільванія. Населення — 928 осіб (2020).

## Географія
Чейз розташований за координатами 41°16′47″ пн. ш. 75°57′55″ зх. д. / 41.27972° пн. ш. 75.96528° зх. д. (41.279795, -75.965298).  За даними Бюро перепису населення США в 2010 році переписна місцевість мала площу 5,94 км², з яких 5,93 км² — суходіл та 0,01 км² — водойми.

## Демографія
Згідно з переписом 2010 року, у переписній місцевості мешкало 978 осіб у 387 домогосподарствах у складі 297 родин. Густота населення становила 165 осіб/км².  Було 398 помешкань (67/км²).
Расовий склад населення:
| - 97,8 % — білих - 0,9 % — азіатів - 0,3 % — чорних або афроамериканців |

До двох чи більше рас належало 0,8 %. Частка іспаномовних становила 1,1 % від усіх жителів.
За віковим діапазоном населення розподілялося таким чином: 20,0 % — особи молодші 18 років, 61,1 % — особи у віці 18—64 років, 18,9 % — особи у віці 65 років та старші. Медіана віку мешканця становила 45,5 року. На 100 осіб жіночої статі у переписній місцевості припадало 96,4 чоловіків;  на 100 жінок у віці від 18 років та старших — 94,5 чоловіків також старших 18 років.
Середній дохід на одне домашнє господарство  становив 94 251 долар США (медіана — 78 929), а середній дохід на одну сім'ю — 101 124 долари (медіана — 92 375). За межею бідності перебувало 5,5 % осіб, у тому числі 9,6 % дітей у віці до 18 років та 2,2 % осіб у віці 65 років та старших.
Цивільне працевлаштоване населення становило 424 особи. Основні галузі зайнятості: освіта, охорона здоров'я та соціальна допомога — 31,4 %, роздрібна торгівля — 11,3 %, фінанси, страхування та нерухомість — 10,6 %.